# Korjakië
Korjakië is een gebied in het Verre Oosten van Rusland, aan de Beringzee.
Van 1977 tot 30 juni 2007 was dit het Korjaakse autonome district (Russisch: Корякский автономный округ, Korjakski avtonomny okroeg; Korjaaks: Чав’чываокруг, Tsjav'tsjiva-okroeg), een van de autonome districten in Rusland. Het bestuurlijk centrum was Palana.
Aanvankelijk maakte het district formeel deel uit van de Russische oblast Kamtsjatka. Met de Russische grondwet van 1993 werd het Korjaakse autonome district, los van de oblast, een van de deelgebieden van Rusland. Het had de op een na kleinste bevolking van alle Russische deelgebieden met slechts 25.157 bewoners. Toch was het district liefst 301.500 km² groot. Het viel vanaf 2000 onder het Federaal District Verre Oosten van Rusland.
Op 23 oktober 2005 stemden de bewoners van Korjakië en Kamtsjatka door middel van een referendum in met samenvoeging van het Korjaakse autonome district met de Oblast Kamtsjatka. Van de stemmers in Korjakië stemde 76,71% voor. Het per 1 juli 2007 samengevoegde gebied heet kraj Kamtsjatka, Korjakië heeft hierbinnen nog een aparte status als Korjaaks district (Russisch: Коря́кский о́круг, Korjakski okroeg; Korjaaks: Чав’чываокруг, Tsjav'tsjiva-okroeg).

## Geschiedenis
Voor de komst van de Russen was het gebied verdeeld tussen de verschillende etnische volken die er woonden, waarvan de Korjaken de belangrijkste waren. De Russen (Kozakken) arriveerden in het gebied in de 17e eeuw, vanuit de Kozakkenvesting Anadyr in het noordelijker gelegen gebied Tsjoekotka, Kamtsjatka werd namelijk pas na Tsjoekotka "ontdekt". De Korjaken gaven hun steun aan de Russen bij het verslaan van de Tsjoektsjen in een veldtocht, die echter mislukte. De Tsjoektsjen en Korjaken hadden sindsdien een slechte relatie. Het gebied werd een autonoom district in 1930 (aanvankelijk als "nationale okroeg", sinds 1977 als "autonome okroeg"). De slechte economische ontwikkelingen na de val van de Sovjet-Unie, is mede de oorzaak voor het grote aantal voorstemmers bij het referendum tot samenvoeging met oblast Kamtsjatka.

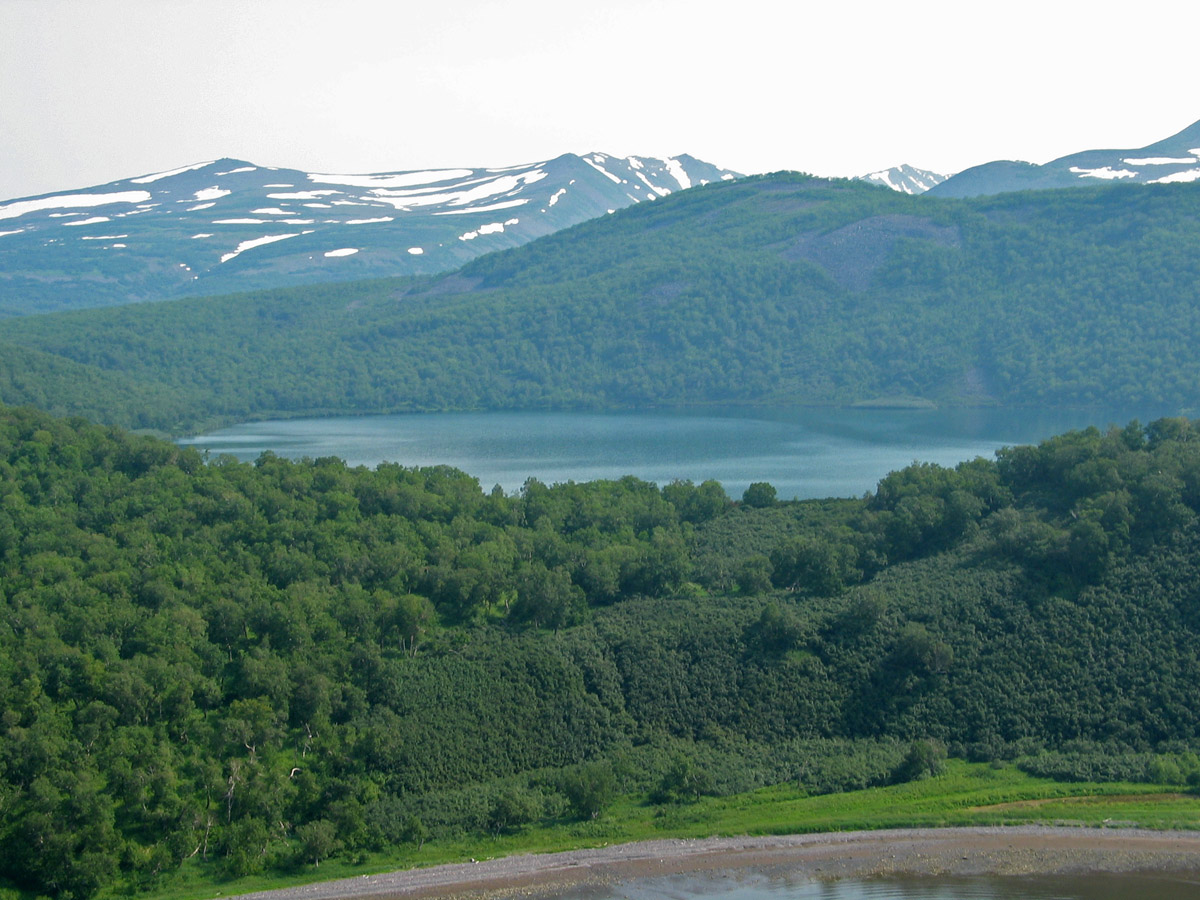
Gebergte

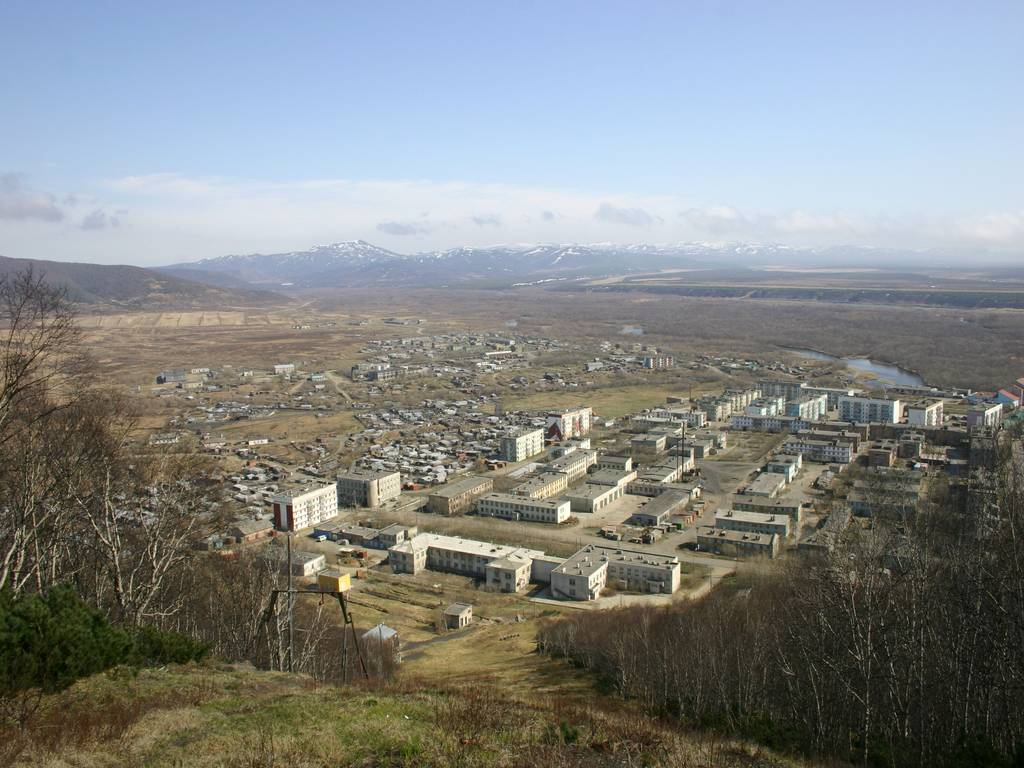
Palana

## Geografie
Het gebied beslaat de noordelijke 60% van het schiereiland Kamtsjatka. In het noorden is het verbonden met het vasteland van het Russische Verre Oosten via het Korjakengebergte en in het zuiden loopt het Centraal Gebergte als middenrug van het schiereiland naar het zuiden. Tot het gebied behoort ook het oostelijker gelegen Karaginski-eiland. Bestuurlijk grenst het aan Tsjoekotka in het noorden en oblast Kamtsjatka in het zuiden. Het ligt ingeklemd tussen de Zee van Ochotsk in het westen en de Grote Oceaan (Beringzee) in het oosten. Palana ligt op 12.866 kilometer afstand van Moskou.

### Klimaat
Het klimaat is subarctisch met lange winters en korte koele zomers. De temperatuur varieert van −26 °C tot −24 °C in januari en van 10 °C tot 14 °C in juli. De neerslag bedraagt 300–700 mm per jaar.

## Economie
In het zeer dunbevolkte gebied zijn visserij, rendierhouderij en de houtkap de belangrijkste economische activiteiten. Ook komen er veel delfstoffen voor zoals platina (Oljoetorski district), kwik en steenkool.

## Politiek
De regio werd lange tijd geregeerd door de Communistische Partij van de Russische Federatie. Op 7 april 2005 stelde Poetin echter Oleg Kozjemjako aan als gouverneur. Sinds 2007 maakt Korjakië deel uit van de kraj Kamtsjatka.
Korjakië omvat vier gemeentelijke districten (rayons): Karaginski (Карагински), Oljoetorski (Олюторский), Penzjinski (Пенжинский) en Tigilski (Тигильский) en het stedelijk district Palana.

## Bevolking
Bij de volkstelling van 2002 bedroeg de bevolking van het gebied 25.157 inwoners.
De regio stond berucht om het hoge aantal zelfmoorden. In 2006 bedroeg dit cijfer 133,5 per 100.000 mensen, meer dan driemaal zoveel als in Rusland (41 per 100.000 inwoners), waarbij Rusland al het land was dat na Letland het hoogste aantal zelfmoorden ter wereld kent.

### Etnische groepen
Volkstelling 2002:
195 inwoners (0,8%) gaven geen etnische afkomst op. De overigen gaven 61 verschillende afkomsten op:
- 12.719 Russen (50,5%)
- 6710 Korjaken (26,6%)
- 1412 Tsjoektsjen (5,6%)
- 1181 Itelmenen (4,7%)
- 1029 Oekraïners (4,08%)
- 751 Evenen (2,9%)
- 216 Tataren (0,86%)
- 142 Wit-Russen (0,56%)
- 132 Kamtsjadalen (0,52%)
- 52 andere groepen (3,5%)